# Birthday (canção de Selena Gomez)
"Birthday" é uma canção da atriz e cantora estadunidense Selena Gomez, gravada para o seu primeiro álbum de estúdio em carreira solo, Stars Dance.

## Antecedentes e lançamento
Após a finalização dos trabalhos para o When the Sun Goes Down, Selena Gomez anunciou uma pausa em sua carreira musical, para focar no cinema. Mais tarde, a artista confirmou o fim de sua banda, o Selena Gomez & the Scene, após três álbuns de estúdio lançados com o grupo. Durante esse período, ela participou de diversas produções cinematográficas, entre elas Spring Breakers, Behaving Badly e Getaway, e se reuniu com diversos compositores e produtores para a elaboração de novas músicas para seu primeiro disco em carreira solo, que viria a ser Stars Dance.
Em 3 de junho de 2013, a cantora realizou um chat ao vivo promovido pelo YouTube, em que anunciou detalhes de Stars Dance, bem como a sua data de lançamento e suas canções. Foi neste evento que "Birthday" foi citada pela primeira vez, sendo a faixa de abertura do álbum.
Uma semana antes do lançamento de seu novo trabalho, a artista liberou prévias de todas as canções do disco em seu canal no YouTube, que consistiam de um pequeno trecho da música com algumas cenas promocionais da artista. "Birthday" pôde ser ouvida em sua versão completa pelo público em 16 de julho de 2013, data em que o álbum foi liberado para ser escutado inteiramente e gratuitamente na iTunes Store.
Em "Birthday", Selena afirma que toda noite é seu aniversário. Coincidentemente, Stars Dance foi lançado em 22 de julho de 2013 no Brasil, dia em que Selena Gomez completou 21 anos de idade. Nos Estados Unidos, foi lançado um dia depois.
| “ | "'Birthday' foi uma das primeiras músicas que eu gravei e é muito diferente de qualquer canção que eu já fiz. E esse é um dos motivos de ela ser a primeira no álbum, porque eu quero que vocês ouçam e imediatamente pensem ‘ok, o que foi isso?’. Isso talvez seja uma coisa boa ou ruim, mas eu gosto dessa música!" | ” |

## Composição

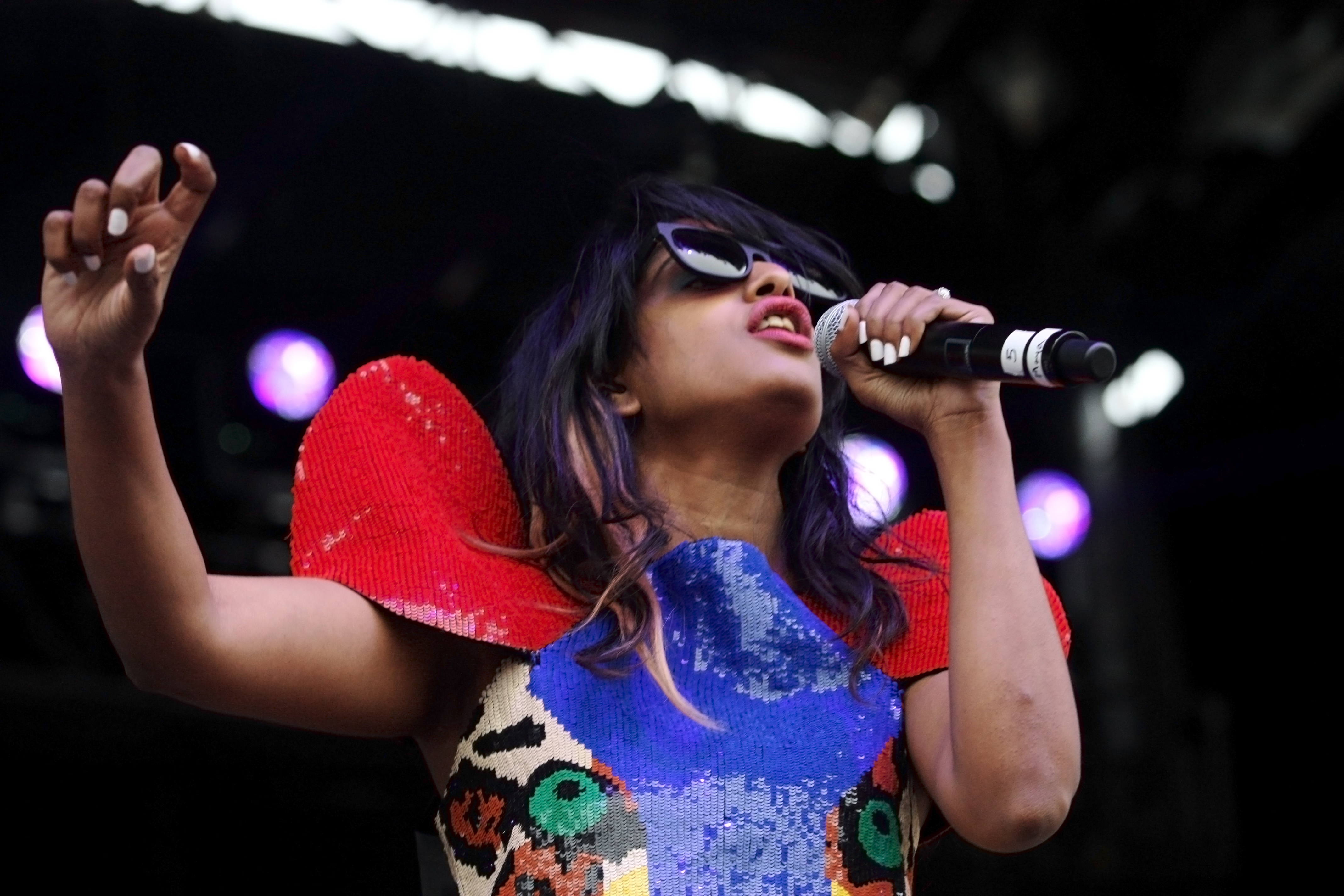
M.I.A. performing at Outside Lands 2009

"Birthday" tem uma duração de três minutos e vinte segundos, que apresenta os gêneros synthpunk e electropop, com influências de dance, trap, dubstep e hip-hop. Sua instrumentação apresenta toques de baterias esparsas, vocais cânticos, palmas, gemidos sexuais e batidas construídas em torno de sirene policial no fundo da melodia, sendo descrita por Julia Rubin, do periódico Global News, como um conjunto "coberto de doçura, com palmas felizes de hino de clube, que apresenta uma garota poderosa e apelo sexual, como uma versão chiclete de 'Cockiness (Love It)', de Rihanna". Já Christina Drill, do site PopDust, afirmou que os toques da melodia e os vocais de Selena relembram o estilo de Love. Angel. Music. Baby. (2004), primeiro álbum de estúdio da cantora Gwen Stefani. A composição tem um metrônomo de 107 batidas por minuto.
Liricamente, "Birthday" é descrito como um "hino festivo", que retrata a artista se divertindo de modo ousado em uma festa, cantando versos como "Diga a eles que é meu aniversário / Quando eu festejo assim" para justificar aos outros seu comportamento. Matthew Horton do portal Virgin Media afirmou que o tema retrata uma Selena mal comportada, que inventa desculpas para a pessoa selvagem que ela virou. Andrew Hampp da revista Billboard disse que os versos "Liberte seus sonhos, liberte seus sonhos / Surpreenda os seus sonhos comigo" são os momentos mais atrevidos da letra da canção. Antes do lançamento de Stars Dance, Selena afirmou em uma entrevista para a MTV News que "Birthday" apresenta uma essência de "Hollaback Girl" (2005), canção de Gwen Stefani. Diversos críticos notaram influências de outros artistas na música, recebendo comparações com os trabalhos de Dev, M.I.A. e Icona Pop.

## Recepção da crítica
Após seu lançamento, "Birthday" recebeu comentários positivos da crítica especializada. Christina Drill do site PopDust caracterizou a canção como "super divertida" e "cativante". Escrevendo para a Entertainment Wise, Natalie Palmer disse que a faixa mostra que Selena cresceu e que está feliz, apresentando uma vibe de 'garotas querem apenas se divertir'. Natalie também declarou que o trabalho se diferencia dos outros da artista, mas que o gênero combina bem com ela e com o conceito de Stars Dance.

## Vídeo musical
Em 22 de julho de 2013, dia em que Selena Gomez completou vinte e um anos de idade, foi lançado um videoclipe promocional para "Birthday". A produção caseira, apresenta a artista em uma festa íntima com diversos amigos, onde dançam e se divertem. No final, os amigos da artista cantam "Happy Birthday for You" pra ela. "Eu queria celebrar meus 21 anos com todos vocês, então fizemos este vídeo para todos podermos festejar juntos. Obrigada pelo amor e apoio que vocês sempre me deram e continuam me dando. Eu amo muito todos vocês", declarou a cantora. Segundo Jocelyn Vena da MTV News, o vídeo de "Birthday" possui uma vibe tranquila, que parece capturar Selena em uma noite típica com seus amigos.

## Prêmios
| Ano  | Premiação                 | Categoria             | Trabalho | Resultado |
| ---- | ------------------------- | --------------------- | -------- | --------- |
| 2014 | Radio Disney Music Awards | Best Song To Dance To | Birthday | Venceu    |

## Tabela musical
| Tabela musical (2013)                         | Melhor posição |
| --------------------------------------------- | -------------- |
| South Korea (Goan)                            | 191            |
| US Bubbling Under Hot 100 Singles (Billboard) | 12             |
| US Pop Digital Songs (Billboard)              | 29             |